# Banane (film)
Banane (angleško Bananas) je ameriški komični film iz leta 1971, ki ga je režiral in zanj skupaj z Mickeyem Rosom napisal scenarij Woody Allen. Louise Lasser in Carlos Montalban nastopata v glavnih vlogah ob Allenu, ki igra zmedenega Newyorčana, ki potem, ko ga pusti dekle aktivistka, pripotuje v majhno državo v Latinski Ameriki, kjer se zaplete v zadnjega v vrsti uporov. Deli zapleta temeljijo na knjigi Don Quixote, U.S.A. Richarda P. Powella.
Film, ki so ga snemali v New Yorku, Limi in Puertu Ricu, je po premieri aprila 1971 prejel pozitivne kritike ter je uvrščen na 78. mesto Bravove lestvice stotih najbolj smešnih filmov in 69. mesto lestvice AFI's 100 Years...100 Laughs leta 2000. Na strani Rotten Tomatoes je film prejel oceno 88%.

## Vloge
- Woody Allen kot Fielding Mellish
- Louise Lasser kot Nancy
- Carlos Montalban kot gen. Emilio Molina Vargas
- Natividad Abascal kot Yolanda
- Jacobo Morales kot Esposito
- Miguel Ángel Suárez kot Luis
- David Ortiz kot Sanchez
- René Enríquez kot Diaz
- Jack Axelrod kot Arroyo
- Howard Cosell
- Roger Grimsby
- Don Dunphy
- Charlotte Rae kot ga. Mellish
- Stanley Ackerman kot dr. Mellish
- Dan Frazer kot duhovnik
- Dorothi Fox kot J. Edgar Hoover
- Martha Greenhouse kot dr. Feigen
- Axel Anderson kot mučeni moški
- Tigre Pérez kot Perez
- Baron De Beer kot britanski veleposlanik
- Arthur Hughes kot sodnik
- John Braden kot tožilec
- Ted Chapman kot policist
- Dagne Crane kot Sharon
- Eddie Barth kot Paul
- Nicholas Saunders kot Douglas
- Conrad Bain kot Semple
- Allen Garfield kot moški na križu